# Bandera de Prusia
La bandera de Prusia está formada por un fondo blanco con dos filetes negros arriba y abajo (los colores de Prusia) y en su lado central izquierdo está centrado el escudo de Prusia.

## Historia
Cuando Prusia se convierte de ducado a reino en 1701 la bandera de estado o de uso gubernamental era blanca con la primitiva águila negra prusiana portando las insignias reales en su pecho estaba representado el monograma de Federico I de Prusia, el primer Rey de Prusia. Al igual que los estados alemanes, el reino de Prusia adoptó como bandera nacional y civil, esta era un bicolor horizontal Negro y Blanco los cuales representaban a la casa real prusiana, la dinastía Hohenzollern. Esta bandera bicolor adoptada también en 1701 sería la versión resumida de la bandera prusiana hasta el final de la Segunda Guerra Mundial en 1945, siendo la bandera prusiana más usada.
La bandera de guerra, adoptada a fines de las guerras napoleónicas, era blanca y en su centro estaba la primitiva águila negra prusiana portando las joyas de la corona prusiana. En la esquina superior izquierda de la bandera se encontraba la cruz negra, de origen teutónica, la cual sería utilizada para el diseño de la famosa medalla militar prusiana, la Cruz de Hierro.
La bandera Negra-Blanca-Negra con el águila prusiana se adoptó en 1892 cuando tras la Unificación alemana de 1871, el reino prusiano formó parte del Segundo Reich o Imperio alemán hasta 1918 cuando el imperio se transforma en república.
Ya abolida la monarquía de la dinastía Hohenzollern en 1918, en 1919 se crea la República de Weimar ya en la época de la joven república la bandera del Estado Libre de Prusia era el mismo modelo pero versión republicana, porque al águila negra se le retiró las insignias reales y en esta versión se la muestra levantando vuelo.
En 1933 durante la Alemania Nazi se tomó como modelo la bandera anterior, pero el águila militar prusiana llevaba en sus garras una espada y unos rayos, por encima del águila se podía leer el lema Gott mit uns y en su pecho llevaba la esvástica. Cuando el estado prusiano se declaró extinto en 1947 las banderas se dejaron de usar, aunque hoy en día las banderas reales son utilizadas por los monarquistas alemanes leales y partidarios de la dinastía Hohenzollern.

## Evolución de la bandera
|                                    |
| Bandera de Prusia Real (1466-1772) |

|                                          |
| Bandera del Ducado de Prusia (1525-1657) |

|                                                 |
| Bandera estatal del Reino de Prusia (1701-1750) |

|                                     |
| Bandera civil de Prusia (1701-1935) |

|                                                 |
| Bandera estatal del Reino de Prusia (1750-1801) |

|                                                 |
| Bandera estatal del Reino de Prusia (1803-1892) |

|                                    |
| Bandera de guerra de Prusia (1816) |

|                                               |
| Estandarte real del Rey de Prusia (1871-1918) |

|                                                   |
| Estandarte real del príncipe heredero (1871-1892) |

|                                                 |
| Bandera estatal del Reino de Prusia (1892-1918) |

|                                         |
| Bandera de guerra de Prusia (1895-1918) |

|                                                        |
| Bandera estatal del Estado Libre de Prusia (1918-1933) |

|                                                        |
| Bandera estatal del Estado Libre de Prusia (1933-1935) |